# Jean-Vincent Ondo Eyene
Jean-Vincent Ondo Eyene (* 22. Januar 1960 in Koulamoutou) ist ein gabunischer Geistlicher und römisch-katholischer Bischof von Oyem.

## Leben
Jean-Vincent Ondo Eyene empfing am 1. Juli 1990 die Priesterweihe.
Papst Johannes Paul II. ernannte ihn am 17. Februar 2000 zum Bischof von Oyem. Der Apostolische Nuntius in der Republik Kongo und Gabun, Erzbischof Mario Roberto Cassari, spendete ihm am 21. September desselben Jahres die Bischofsweihe; Mitkonsekratoren waren Basile Mvé Engone SDB, Erzbischof von Libreville, und dessen Amtsvorgänger André Fernand Anguilé.